# 磐城塙站
磐城塙站（日语：／ Iwaki-Hanawa eki */?）是位於福島縣東白川郡塙町大字塙字宮田町1番4號，東日本旅客鐵道（JR東日本）的水郡線車站。

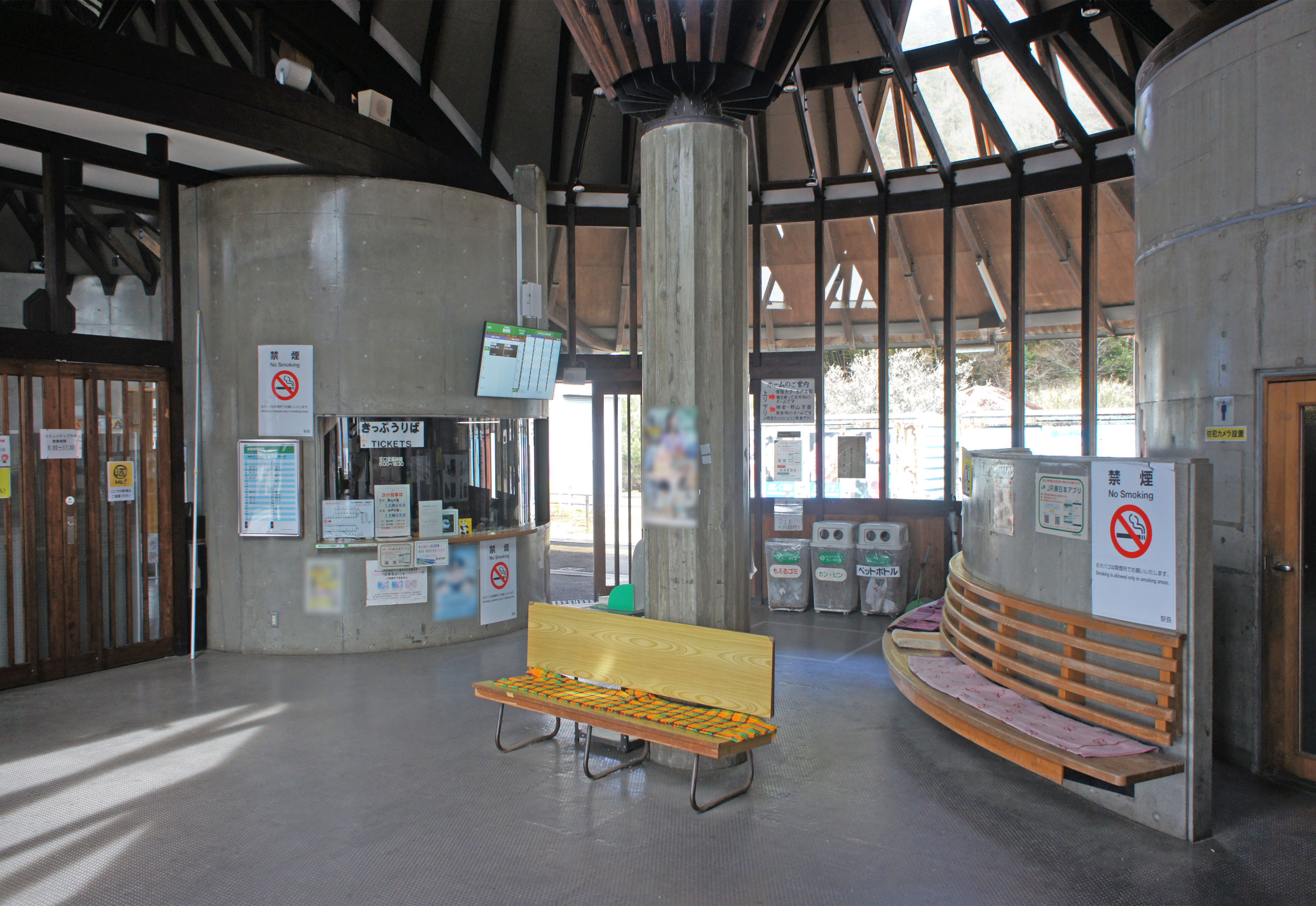
車站大廳(2022年3月)

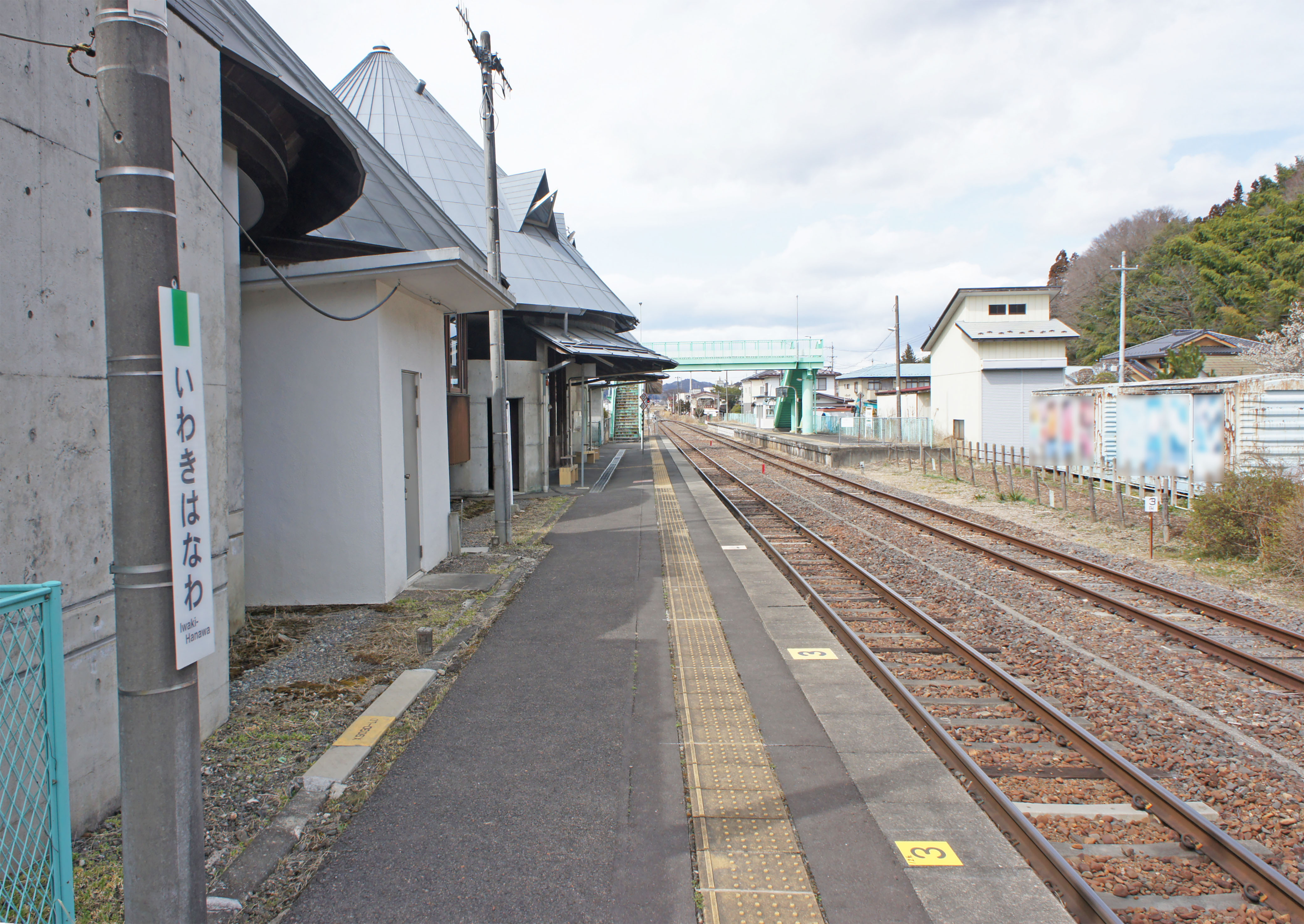
月台(2022年3月)

## 歷史
- 1931年（昭和6年）10月10日：車站啟用[1]。
- 1983年（昭和58年）6月1日：水郡線CTC化。此站成為無人車站。列車交會設備仍然存在。大樓內委托了地方公共團體負責出售票車（簡易委託）。
- 1987年（昭和62年）4月1日：伴隨國鐵分割民營化，車站由東日本旅客鐵道（JR東日本）營運[2]。
- 1993年（平成5年）10月13日：現時的車站大樓落成[3]。

## 車站構造
此站是地面車站，設有2面2線的相對式月台。此站設有1條維護路軌車輛專用側線。兩月台之間設有跨線橋連接。
此站是由常陸大子站管理的簡易委託車站。車站大樓內設有塙町社區廣場。大樓由數個圓形木造建築物組成。該建築物在1982年4月1日已經建成，當時建築物內設有塙町立圖書館。建築物在1995年度獲得好設計獎。

### 月台
| 月台 | 路線    | 上下行 | 方向               |
| ---- | ------- | ------ | ------------------ |
| 1    | ■水郡線 | 下行   | 郡山方向           |
| 2    | ■水郡線 | 上行   | 常陸大子、水戶方向 |

參考

## 使用狀況
根據「JR東日本」，2019年度（令和元年度）1日平均乘車人次為169人。
| 乘車人次變化       | 乘車人次變化     | 乘車人次變化    |
| 年度               | 1日平均 乘車人次 | 參考資料        |
| ------------------ | ---------------- | --------------- |
| 2001年（平成13年） | 398              | [ 利用客数 2 ]  |
| 2002年（平成14年） | 394              | [ 利用客数 3 ]  |
| 2003年（平成15年） | 361              | [ 利用客数 4 ]  |
| 2004年（平成16年） | 361              | [ 利用客数 5 ]  |
| 2005年（平成17年） | 330              | [ 利用客数 6 ]  |
| 2006年（平成18年） | 302              | [ 利用客数 7 ]  |
| 2007年（平成19年） | 273              | [ 利用客数 8 ]  |
| 2008年（平成20年） | 278              | [ 利用客数 9 ]  |
| 2009年（平成21年） | 274              | [ 利用客数 10 ] |
| 2010年（平成22年） | 276              | [ 利用客数 11 ] |
| 2011年（平成23年） | 260              | [ 利用客数 12 ] |
| 2012年（平成24年） | 265              | [ 利用客数 13 ] |
| 2013年（平成25年） | 242              | [ 利用客数 14 ] |
| 2014年（平成26年） | 205              | [ 利用客数 15 ] |
| 2015年（平成27年） | 213              | [ 利用客数 16 ] |
| 2016年（平成28年） | 211              | [ 利用客数 17 ] |
| 2017年（平成29年） | 197              | [ 利用客数 18 ] |
| 2018年（平成30年） | 188              | [ 利用客数 19 ] |
| 2019年（令和元年） | 169              | [ 利用客数 1 ]  |

## 車站周邊
- 塙町立圖書館（日语：塙町立図書館） - 與車站大樓一體化
- 塙町公所
- 塙郵局
- 久慈川
- 川上川（福島縣）
- 國道118號（日语：国道118号）
- 福島縣道·茨城縣道27號塙大津港線（日语：福島県道・茨城県道27号塙大津港線）
- 福島縣道175號磐城塙停車場線（日语：福島県道175号磐城塙停車場線）
- 福島縣道230號矢祭山八槻線（日语：福島県道230号矢祭山八槻線）
- 羽黑山
- 福島縣南環境衛生中心
- 棚倉警署（日语：棚倉警察署）塙駐在所
- 福島交通棚倉出張所（日语：福島交通棚倉出張所）塙車廠

## 巴士路線
在福島交通「塙站前」巴士站中，設有前往磐城棚倉站、東館站、佐草、矢塚、呼石、鮫川、出戶方向的巴士路線。

## 相鄰車站
東日本旅客鐵道（JR東日本）
■水郡線
磐城石井－磐城塙－近津

## 注腳

### 使用狀況
1. 1 2  . 東日本旅客鉄道.   [2020-07-16]. （原始内容存档于2020-07-10） （日语）.
2. ↑  . 東日本旅客鉄道.   [2019-03-01]. （原始内容存档于2019-02-22） （日语）.
3. ↑  . 東日本旅客鉄道.   [2019-03-01]. （原始内容存档于2019-04-02） （日语）.
4. ↑  . 東日本旅客鉄道.   [2019-03-01]. （原始内容存档于2019-03-27） （日语）.
5. ↑  . 東日本旅客鉄道.   [2019-03-01]. （原始内容存档于2019-02-23） （日语）.
6. ↑  . 東日本旅客鉄道.   [2019-03-01]. （原始内容存档于2019-04-02） （日语）.
7. ↑  . 東日本旅客鉄道.   [2019-03-01]. （原始内容存档于2019-04-02） （日语）.
8. ↑  . 東日本旅客鉄道.   [2019-03-01]. （原始内容存档于2019-04-02） （日语）.
9. ↑  . 東日本旅客鉄道.   [2019-03-01]. （原始内容存档于2019-02-22） （日语）.
10. ↑  . 東日本旅客鉄道.   [2019-03-01]. （原始内容存档于2019-04-02） （日语）.
11. ↑  . 東日本旅客鉄道.   [2019-03-01]. （原始内容存档于2019-04-02） （日语）.
12. ↑  . 東日本旅客鉄道.   [2019-03-01]. （原始内容存档于2019-04-02） （日语）.
13. ↑  . 東日本旅客鉄道.   [2019-03-01]. （原始内容存档于2019-03-27） （日语）.
14. ↑  . 東日本旅客鉄道.   [2019-03-01]. （原始内容存档于2019-03-06） （日语）.
15. ↑  . 東日本旅客鉄道.   [2019-03-01]. （原始内容存档于2019-03-06） （日语）.
16. ↑  . 東日本旅客鉄道.   [2019-03-01]. （原始内容存档于2019-03-23） （日语）.
17. ↑  . 東日本旅客鉄道.   [2019-03-01]. （原始内容存档于2019-02-14） （日语）.
18. ↑  . 東日本旅客鉄道.   [2019-03-01]. （原始内容存档于2019-03-25） （日语）.
19. ↑  . 東日本旅客鉄道.   [2019-07-21]. （原始内容存档于2019-07-05） （日语）.

## 外部連結
- 車站資訊（磐城塙）：東日本旅客鐵道（日語）